# Meizu M9
Meizu M9 — смартфон от компании Meizu под управлением операционной системы Android. Работает на процессоре 1 GHz «Hummingbird» от Samsung Electronics. Комплектуется флэш-картами MicroSD 8—32 Гб. Диагональ экрана 3.54 дюйма, разрешение 960x640 пикселей. Мультитач дисплей и 5-мегапиксельная камера.
Запущен в продажу 1 января 2011 года.